# John D. Loudermilk
John Dee Loudermilk, född 31 mars 1934 i Durham i North Carolina, död 21 september 2016 i Christiana i Rutherford County i Tennessee, var en amerikansk sångare och sångförfattare, som skrev flera hits för bland annat Everly Brothers, Johnny Tillotson, Chet Atkins, The Nashville Teens, Paul Revere & the Raiders, Johnny Cash, Marianne Faithfull och Stonewall Jackson.
Som sångare på egen hand fick han 1961 sin största hit med låten "Language of Love" som nådde plats 32 på amerikanska singellistan, 10 på den kanadensiska och 13 på den brittiska. Låten blev också populär i Sverige 1962 med en tiondeplats på Radio Nords "Topp 20" där den låg kvar i 9 veckor. På Tio i topp blev det en vecka med plats 8 som topplacering. I Finland fick han samma år en stor hit med låten "Callin' Doctor Casey" som nådde plats 5 på finska singellistan. I USA stannade denna låt på plats 82 på Billboardlistan.